# Nhân vật của năm (tạp chí Time)
Nhân vật của năm (Person of the Year, trước năm 1999 là Man of the Year ) là danh hiệu được tạp chí Time của Hoa Kỳ bình chọn hàng năm. Đây được xem là cuộc bình chọn có uy tín và được chờ đợi nhất trên thế giới.

## Lịch sử
Truyền thống bình chọn Nhân vật của năm được tạp chí Time bắt đầu từ năm 1927, khi các biên tập viên của tờ tạp chí này trăn trở về việc làm thế nào để có những câu chuyện hấp dẫn người đọc trong một tuần lễ "đói" tin tức. Ý tưởng tổ chức bình chọn "Nhân vật của năm" cũng là một nỗ lực nhằm "chữa cháy" cho sai lầm của tạp chí này, khi không đưa Charles Lindbergh lên trang bìa dù ông đã thực hiện được chuyến bay lịch sử xuyên Đại Tây Dương vào đầu năm 1927. Vì thế, Charles Lindbergh chính là Nhân vật của năm đầu tiên xuất hiện trên trang bìa của Time, việc làm được coi là "một mũi tên trúng hai đích".
Các biên tập viên của Time luôn chịu trách nhiệm là "ban giám khảo" trong cuộc bình chọn được đánh giá là có uy tín bậc nhất trên toàn cầu. Cứ mỗi năm, tạp chí Time lại đưa ra một danh sách các ứng viên có thể trở thành "Nhân vật của năm". Kết quả chính thức sẽ được công bố vào cuối năm.

## Nhân vật của năm
| Năm  | Chân dung                                            | Lựa chọn | Lựa chọn                                | Năm sinh–năm mất | Ghi chú |
| ---- | ---------------------------------------------------- | --- | --------------------------------------- | ---------------- | --- |
| 1927 |                                                      | Charles Lindbergh | Hoa Kỳ                                  | 1902–1974        | |
| 1928 |                                                      | Walter Chrysler | Hoa Kỳ                                  | 1875–1940        | |
| 1929 |                                                      | Owen D. Young | Hoa Kỳ                                  | 1874–1962        | |
| 1930 |                                                      | Mohandas Karamchand Gandhi | Ấn Độ                                   | 1869–1948        | |
| 1931 |                                                      | Pierre Laval | Pháp                                    | 1883–1945        | |
| 1932 |                                                      | Franklin D. Roosevelt | Hoa Kỳ                                  | 1882–1945        | |
| 1933 |                                                      | Hugh Samuel Johnson | Hoa Kỳ                                  | 1882–1942        | |
| 1934 |                                                      | Franklin D. Roosevelt | Hoa Kỳ                                  | 1882–1945        | |
| 1935 |                                                      | Hoàng đế Haile Selassie I | Ethiopia                                | 1892–1975        | |
| 1936 | Tập tin:Wallis Simpson -1936.JPG                     | Wallis Simpson | Hoa Kỳ                                  | 1896–1986        | |
| 1937 |                                                      | Tưởng Giới Thạch | Trung Hoa Dân Quốc                      | 1887–1975        | |
| 1937 |                                                      | Tống Mỹ Linh | Trung Hoa Dân Quốc                      | 1898–2003        | |
| 1938 |                                                      | Adolf Hitler | Đức Quốc xã                             | 1889–1945        | |
| 1939 |                                                      | Joseph Stalin | Liên Xô                                 | 1878–1953        | |
| 1940 |                                                      | Winston Churchill | Vương quốc Liên hiệp Anh và Bắc Ireland | 1874–1965        | |
| 1941 |                                                      | Franklin D. Roosevelt | Hoa Kỳ                                  | 1882–1945        | |
| 1942 |                                                      | Joseph Stalin | Liên Xô                                 | 1878–1953        | |
| 1943 |                                                      | George Marshall | Hoa Kỳ                                  | 1880–1959        | |
| 1944 |                                                      | Dwight D. Eisenhower | Hoa Kỳ                                  | 1890–1969        | |
| 1945 |                                                      | Harry S. Truman | Hoa Kỳ                                  | 1884–1972        | |
| 1946 |                                                      | James F. Byrnes | Hoa Kỳ                                  | 1879–1972        | |
| 1947 |                                                      | George Marshall | Hoa Kỳ                                  | 1880–1959        | |
| 1948 |                                                      | Harry S. Truman | Hoa Kỳ                                  | 1884–1972        | |
| 1949 |                                                      | Winston Churchill | Vương quốc Liên hiệp Anh và Bắc Ireland | 1874–1965        | Man of the half-century |
| 1950 |                                                      | Những người lính Quân đội Hoa Kỳ | Hoa Kỳ                                  |                  | Trong Chiến tranh Triều Tiên |
| 1951 |                                                      | Mohammad Mosaddegh | Iran                                    | 1882–1967        | |
| 1952 |                                                      | Nữ hoàng Elizabeth II | [ <small>n</small> 1 ]                  | 1926–2022        | |
| 1953 |                                                      | Konrad Adenauer | Tây Đức                                 | 1876–1967        | |
| 1954 |                                                      | John Foster Dulles | Hoa Kỳ                                  | 1888–1959        | |
| 1955 |                                                      | Harlow Curtice | Hoa Kỳ                                  | 1893–1962        | |
| 1956 |                                                      | Những người đấu tranh cho tự do ở Hungary | Hungary                                 |                  | |
| 1957 |                                                      | Nikita Khrushchev | Liên Xô                                 | 1894–1971        | |
| 1958 |                                                      | Charles de Gaulle | Pháp                                    | 1890–1970        | |
| 1959 |                                                      | Dwight D. Eisenhower | Hoa Kỳ                                  | 1890–1969        | |
| 1960 |                                                      | Các nhà khoa học Hoa Kỳ | Hoa Kỳ                                  |                  | Đại diện bởi George Beadle, Charles Draper, John Enders, Donald A. Glaser, Joshua Lederberg, Willard Libby, Linus Pauling, Edward Purcell, Isidor Rabi, Emilio Segrè, William Shockley, Edward Teller, Charles Townes, James Van Allen, và Robert Woodward |
| 1961 |                                                      | John F. Kennedy | Hoa Kỳ                                  | 1917–1963        | |
| 1962 |                                                      | Giáo hoàng Gioan XXIII | Thành Vatican/ Ý                        | 1881–1963        | Là người đứng đầu Giáo hội Công giáo từ 1958–1963. Ông cũng tình nguyện đóng vai trò trung gian hòa giải trong cuộc Khủng hoảng tên lửa Cuba năm 1962. |
| 1963 |                                                      | Martin Luther King, Jr. | Hoa Kỳ                                  | 1929–1968        | |
| 1964 |                                                      | Lyndon B. Johnson | Hoa Kỳ                                  | 1908–1973        | |
| 1965 |                                                      | William Westmoreland | Hoa Kỳ                                  | 1914–2005        | |
| 1966 |                                                      | Những đứa trẻ trong thời bùng nổ dân số (Baby boomers)                                                                                        |                                         |                  | Những đứa trẻ sinh ra vào thời kỳ bùng nổ dân số sau Chiến tranh thế giới thứ hai, lớn lên giữa những năm 1946–1964 |
| 1967 |                                                      | Lyndon B. Johnson | Hoa Kỳ                                  | 1908–1973        | |
| 1968 |                                                      | Các nhà du hành chuyến bay Apollo 8 | Hoa Kỳ                                  |                  | William Anders, Frank Borman, và Jim Lovell |
| 1969 |                                                      | Tầng lớp trung lưu Hoa Kỳ | Hoa Kỳ                                  |                  | |
| 1970 |                                                      | Willy Brandt | Tây Đức                                 | 1913–1992        | |
| 1971 |                                                      | Richard Nixon | Hoa Kỳ                                  | 1913–1994        | |
| 1972 |                                                      | Richard Nixon | Hoa Kỳ                                  | 1913–1994        | |
| 1972 |                                                      | Henry Kissinger | Hoa Kỳ                                  | 1923–            | |
| 1973 |                                                      | John Sirica | Hoa Kỳ                                  | 1904–1992        | |
| 1974 |                                                      | Quốc vương Faisal | Ả Rập Saudi                             | 1906–1975        | |
| 1975 |                                                      | Phụ nữ Hoa Kỳ | Hoa Kỳ                                  |                  | Đại diện bởi Susan Brownmiller, Kathleen Byerly, Alison Cheek, Jill Conway, Betty Ford, Ella Grasso, Carla Hills, Barbara Jordan, Billie Jean King, Carol Sutton, Susie Sharp và Addie Wyatt |
| 1976 |                                                      | Jimmy Carter | Hoa Kỳ                                  | 1924–            | |
| 1977 |                                                      | Anwar Sadat | Ai Cập                                  | 1918–1981        | |
| 1978 |                                                      | Đặng Tiểu Bình | Cộng hòa Nhân dân Trung Hoa             | 1904–1997        | |
| 1979 |                                                      | Ruhollah Khomeini | Iran                                    | 1902–1989        | |
| 1980 |                                                      | Ronald Reagan | Hoa Kỳ                                  | 1911–2004        | |
| 1981 |                                                      | Lech Wałęsa | Ba Lan                                  | 1943–            | |
| 1982 |                                                      | Máy tính cá nhân |                                         |                  | Máy móc của năm |
| 1983 |                                                      | Ronald Reagan | Hoa Kỳ                                  | 1911–2004        | |
| 1983 | Tập tin:Yuri Andropov - Soviet Life, August 1983.jpg | Yuri Andropov | Liên Xô                                 | 1914–1984        | |
| 1984 |                                                      | Peter Ueberroth | Hoa Kỳ                                  | 1937–            | |
| 1985 |                                                      | Đặng Tiểu Bình | Cộng hòa Nhân dân Trung Hoa             | 1904–1997        | |
| 1986 |                                                      | Corazon C. Aquino | Philippines                             | 1933–2009        | |
| 1987 |                                                      | Mikhail Gorbachev | Liên Xô                                 | 1931–2022        | |
| 1988 |                                                      | Trái Đất bị thương tổn |                                         |                  | Hành tinh của năm |
| 1989 |                                                      | Mikhail Gorbachev | Liên Xô                                 | 1931–2022        | Người của thập kỷ |
| 1990 |                                                      | George H. W. Bush | Hoa Kỳ                                  | 1924–            | |
| 1991 |                                                      | Ted Turner | Hoa Kỳ                                  | 1938–            | |
| 1992 |                                                      | Bill Clinton | Hoa Kỳ                                  | 1946–            | |
| 1993 |                                                      | Những người kiến tạo hòa bình (The Peacemakers)                                                                                               | Palestine · Cộng hòa Nam Phi · Israel   |                  | Đại diện bởi Yasser Arafat, F.W. de Klerk, Nelson Mandela và Yitzhak Rabin |
| 1994 |                                                      | Giáo hoàng Gioan Phaolô II | Thành Vatican/ Ba Lan                   | 1920–2005        | |
| 1995 |                                                      | Newt Gingrich | Hoa Kỳ                                  | 1943–            | |
| 1996 |                                                      | David Ho | Trung Hoa Dân Quốc/ Hoa Kỳ              | 1952–            | |
| 1997 |                                                      | Andrew Grove | Hungary/ Hoa Kỳ                         | 1936–            | |
| 1998 |                                                      | Bill Clinton | Hoa Kỳ                                  | 1946–            | |
| 1998 |                                                      | Kenneth Starr | Hoa Kỳ                                  | 1946–            | |
| 1999 |                                                      | Jeffrey P. Bezos | Hoa Kỳ                                  | 1964–            | |
| 2000 |                                                      | George W. Bush | Hoa Kỳ                                  | 1946–            | |
| 2001 |                                                      | Rudolph Giuliani | Hoa Kỳ                                  | 1944–            | |
| 2002 |                                                      | The Whistleblowers | Hoa Kỳ                                  |                  | Đại diện bởi Cynthia Cooper (WorldCom), Coleen Rowley (FBI) và Sherron Watkins (Enron) |
| 2003 |                                                      | Những người lính Quân đội Hoa Kỳ | Hoa Kỳ                                  |                  | |
| 2004 |                                                      | George W. Bush | Hoa Kỳ                                  | 1946–            | |
| 2005 |                                                      | Những người Samaria nhân lành | Ireland · Hoa Kỳ                        |                  | Đại diện bởi Bono, Bill Gates, and Melinda Gates |
| 2006 |                                                      | Các bạn |                                         |                  | Hàm ý tôn vinh hàng triệu người có những đóng góp cho các mạng xã hội, những trang bách khoa toàn thư điện tử hữu ích và những phần mềm mã nguồn mở. Đại diện bởi cá nhân người phát minh World Wide Web |
| 2007 |                                                      | Vladimir Putin | Nga                                     | 1952–            | |
| 2008 |                                                      | Barack Obama | Hoa Kỳ                                  | 1961–            | |
| 2009 |                                                      | Ben Bernanke | Hoa Kỳ                                  | 1953–            | |
| 2010 |                                                      | Mark Zuckerberg | Hoa Kỳ                                  | 1984–            | |
| 2011 |                                                      | Người Biểu tình |                                         |                  | Đại diện cho phong trào phản kháng toàn cầu – ví dụ Mùa xuân Ả Rập, Phong trào nổi giận, Phong trào Tiệc Trà và Phong trào chiếm đóng – cũng như những cuộc biểu tình tại Hy Lạp, Ấn Độ và Nga, và những nơi khác |
| 2012 |                                                      | Barack Obama | Hoa Kỳ                                  | 1961–            | Năm 2012, Obama tái đắc cử Tổng thống |
| 2013 |                                                      | Giáo hoàng Phanxicô | Thành Vatican/ Argentina                | 1936–            | Được bầu làm người đứng đầu Giáo hội Công giáo sau khi Giáo hoàng Biển Đức XVI từ chức. |
| 2014 |                                                      | Những Dũng sĩ Ebola |                                         |                  | Vinh danh những người chiến đấu chống căn bệnh Ebola |
| 2015 |                                                      | Angela Merkel | Đức                                     | 1954–            | Với vai trò lãnh đạo của bà trong cuộc khủng hoảng nợ công, khủng hoảng người nhập cư châu Âu cũng như cuộc khủng hoảng tại Ukraine. |
| 2016 |                                                      | Donald Trump | Hoa Kỳ                                  | 1946–            | Ông đã thắng cử ngoạn mục, một chiến thắng viết lại luật chơi chính trị và đưa ông lên làm người chèo lái một nước Mỹ chia rẽ. |
| 2017 |                                                      | "The Silence Breakers" - "Những người phá vỡ im lặng" - phong trào đại diện cho những người đứng lên tố cáo hành vi quấy rối tình dục         |                                         |                  | Bắt đầu từ vụ bê bối của Harvey Weinstein, phong trào lên tiếng tố cáo quấy rối tình dục đã lan tỏa, trở thành một trong những xu hướng xã hội nổi bất nhất trong năm. Họ đã dám lên tiếng khai mở những bí mật, vì đã dám biến những lời thì thầm trở thành phong trào trên mạng xã hội, vì đã thúc đẩy tất cả chúng ta chấm dứt những điều không thể chấp nhận được.                                                                             |
| 2018 |                                                      | "The Guardians" - "Những người hộ vệ" - các nhà báo dũng cảm trên hành trình tìm kiếm chân lý, vạch trần hành vi thao túng và bóp méo sự thật |                                         |                  | "Những người hộ vệ" bao gồm: Các nhà báo của Hãng thông tấn Reuters là Wa Lone và Kyaw Soe Oo; nhà báo Jamal Khashoggi, cây bút bình luận của Washington Post vừa bị sát hại tại Lãnh sự quán Saudi Arabia ở TP Istanbul (Thổ Nhĩ Kỳ) hồi tháng 10; nhà báo Maria Ressa, người sáng lập và điều hành trang tin Rappler của Philippines; nhân viên Tòa soạn báo Capital Gazette của Mỹ, nơi xảy ra vụ xả súng khiến 5 người thiệt mạng hồi tháng 6. |
| 2019 |                                                      | Greta Thunberg | Thụy Điển                               | 2003-            | |
| 2020 |                                                      | Joe Biden và Kamala Harris | Hoa Kỳ                                  |                  | |
| 2021 |                                                      | Elon Musk | Canada/ Hoa Kỳ/ Nam Phi                 | 1971-            | |
| 2022 |                                                      | Volodymyr Zelensky | Ukraine                                 | 1978-            | Tổng thống Ukraine từ năm 2019 và là tổng tư lệnh tối cao trong cuộc xâm lược Ukraine năm 2022 của Nga. |
| 2022 |                                                      | Tinh thần của Ukraina | Ukraine                                 |                  | Đại diện cho sự kiên cường của người dân Ukraine và cuộc kháng chiến của Ukraine, cũng như viện trợ nước ngoài cho Ukraine. |

1. ↑  Ở đây không thể hiện quốc kì vì lúc đó Nữ hoàng Elizabeth II cai trị nhiều quốc gia: Vương quốc Liên hiệp Anh và Bắc Ireland, Canada, Australia, New Zealand, Ceylon, Pakistan và Cộng hòa Nam Phi